# Miguel de Unamuno
Miguel de Unamuno (født 29. september 1864 i Bilbao, død 31. december 1936) var en spansk forfatter, dramatiker og filosof.
Unamuno skrev både poesi, drama, romaner og essays. Som poet var han traditionalist, med digte som både rimede og havde en fast rytme, mens hans filosofi var mere fragmentarisk: han lagde sig ikke et stort afsluttet filosofisk system.